# تشاس فاغان
تشاس فاغان (بالإنجليزية: Chas Fagan)‏ هو فنان أمريكي، ولد في 1966 في Ligonier, Pennsylvania ‏ في الولايات المتحدة.